# Unione

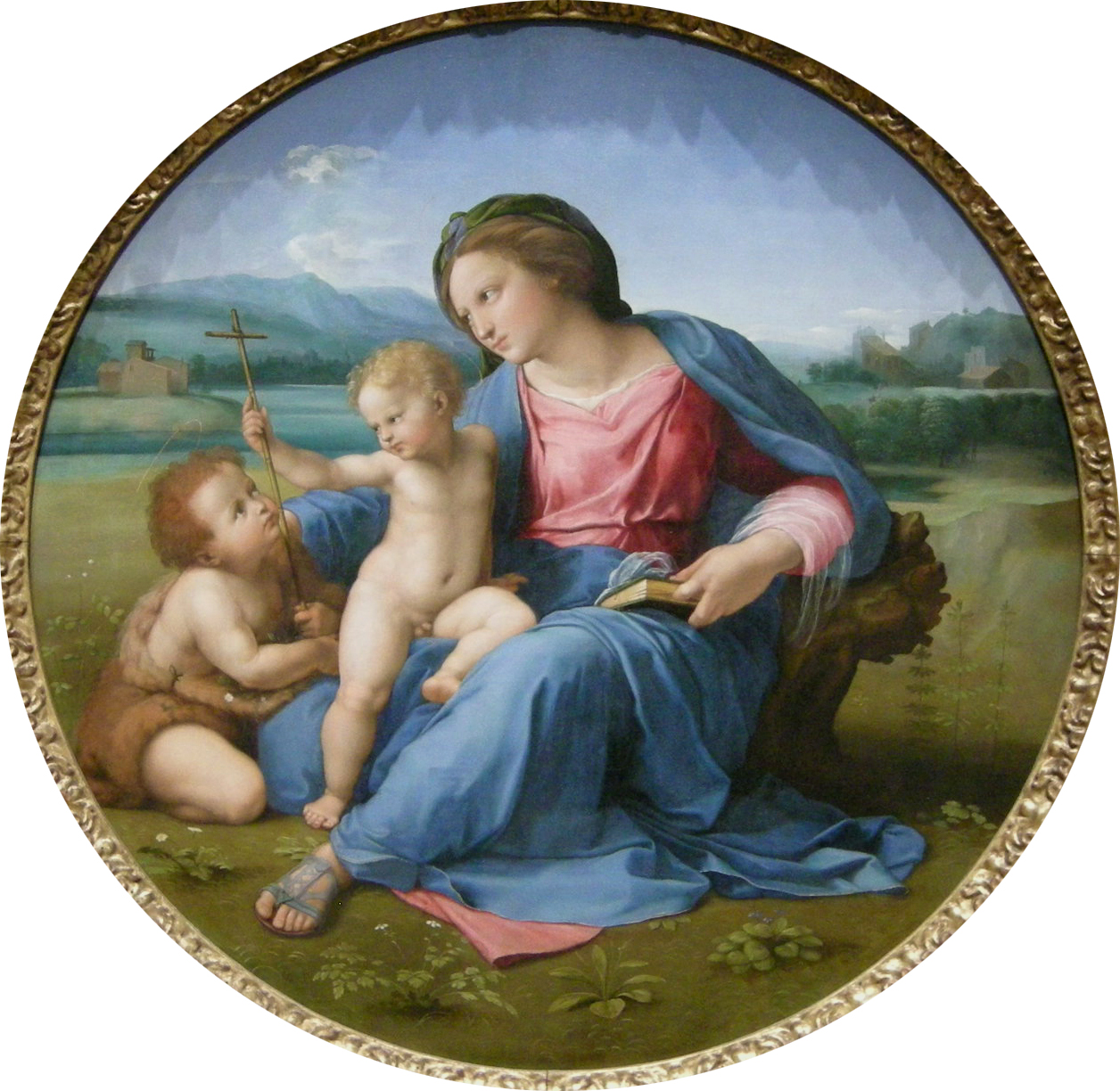
Madonna Alba, de Rafael, 1511.

Unione ("unión" en lengua italiana -pronunciación en italiano: /'uŋjonɛ/-) es una técnica pictórica consistente en una alternativa al sfumato leonardesco que mantiene vibrantes los colores; es decir, no oscurecerlos y así sacrificar la belleza di colore ("belleza del color" entendida como colores brillantes, al modo miguelangelesco), sino conseguir un sombreado suave y una unidad tonal (siendo "tono" la intensidad del color). Se considera a Rafael Sanzio el maestro que representa cómo la unione puede llevarse a su más acabada expresión, en obras de diferentes géneros, soportes y formatos: óleos sobre tabla o lienzo como La bella Jardinera (1507) o la Madonna Alba (1511); y frescos de grandes dimensiones como los de la Stanza della Signatura (1508-1511). Habría llegado a ello a través de una síntesis del uso de las veladuras, que había aprendido de su maestro Pietro Perugino, con el sfumato de Leonardo; reduciendo tanto el grosor de cada capa de veladuras como su número. El uso sabio de cada pincelada hace que cada capa de color se unifique y armonice por la "luz interior" proveniente de la capa más profunda.
Según la teoría de la historiadora del arte Marcia B. Hall, cuya propuesta ha ganado considerable aceptación, es uno de los cuatro modos pictóricos canónicos del Renacimiento tal como se establecieron en la práctica de los maestros del Pleno Renacimiento a comienzos del siglo XVI; siendo los otros tres el sfumato, el chiaroscuro y el cangiante.
El propio Rafael utiliza simultáneamente estas técnicas en sus obras, como en La Transfiguración (1518-1520), que es un ejemplo tanto de chiaroscuro (sobre todo en la parte inferior, terrenal) como de unione (sobre todo en la parte superior, celestial).
En la pintura posterior se continúan utilizando estas técnicas; por ejemplo en el Barroco holandés, donde podrían considerarse ejemplo de chiaroscuro Rembrandt y de unione Vermeer.

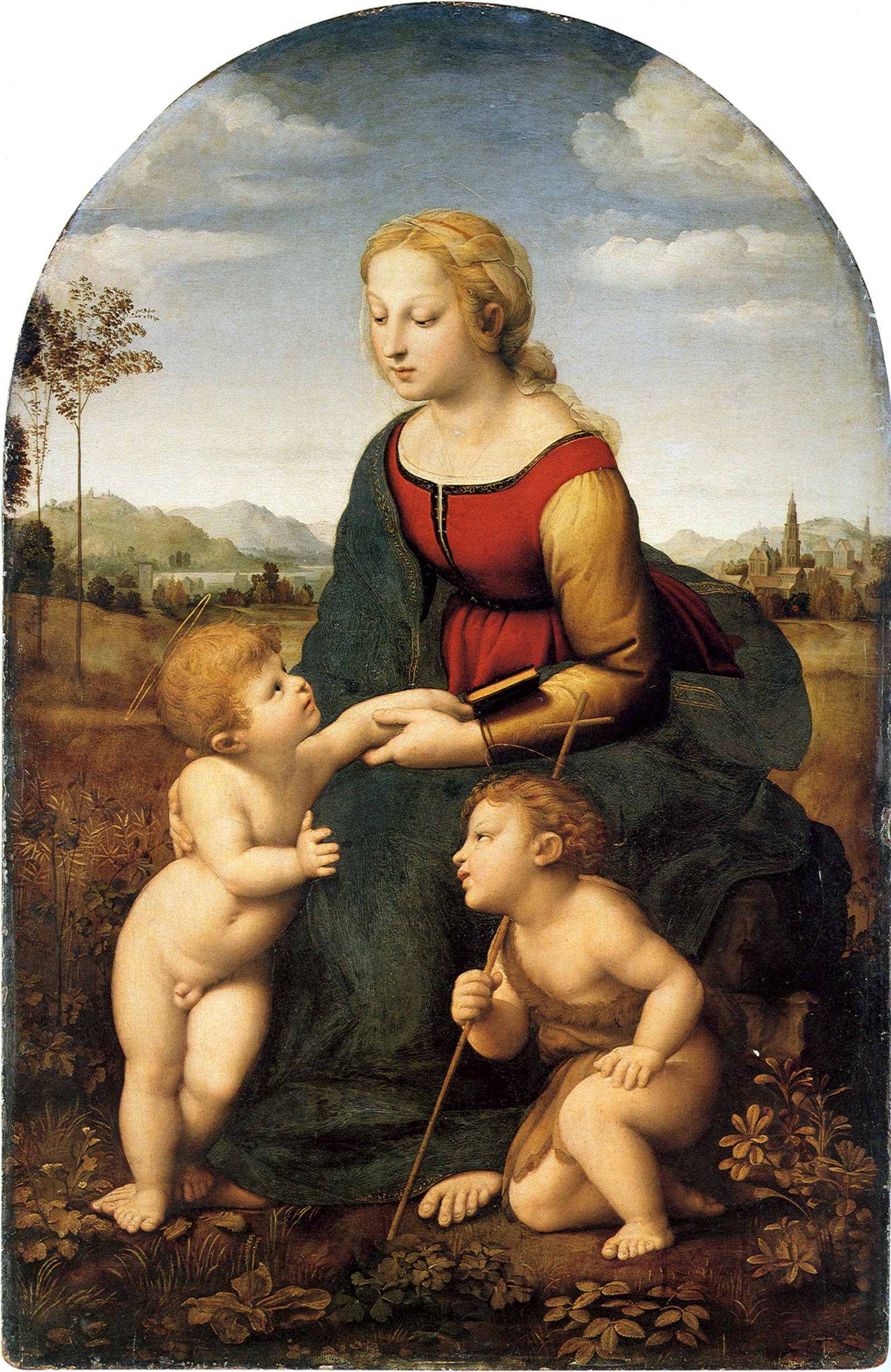
La bella Jardinera, de Rafael, 1507.
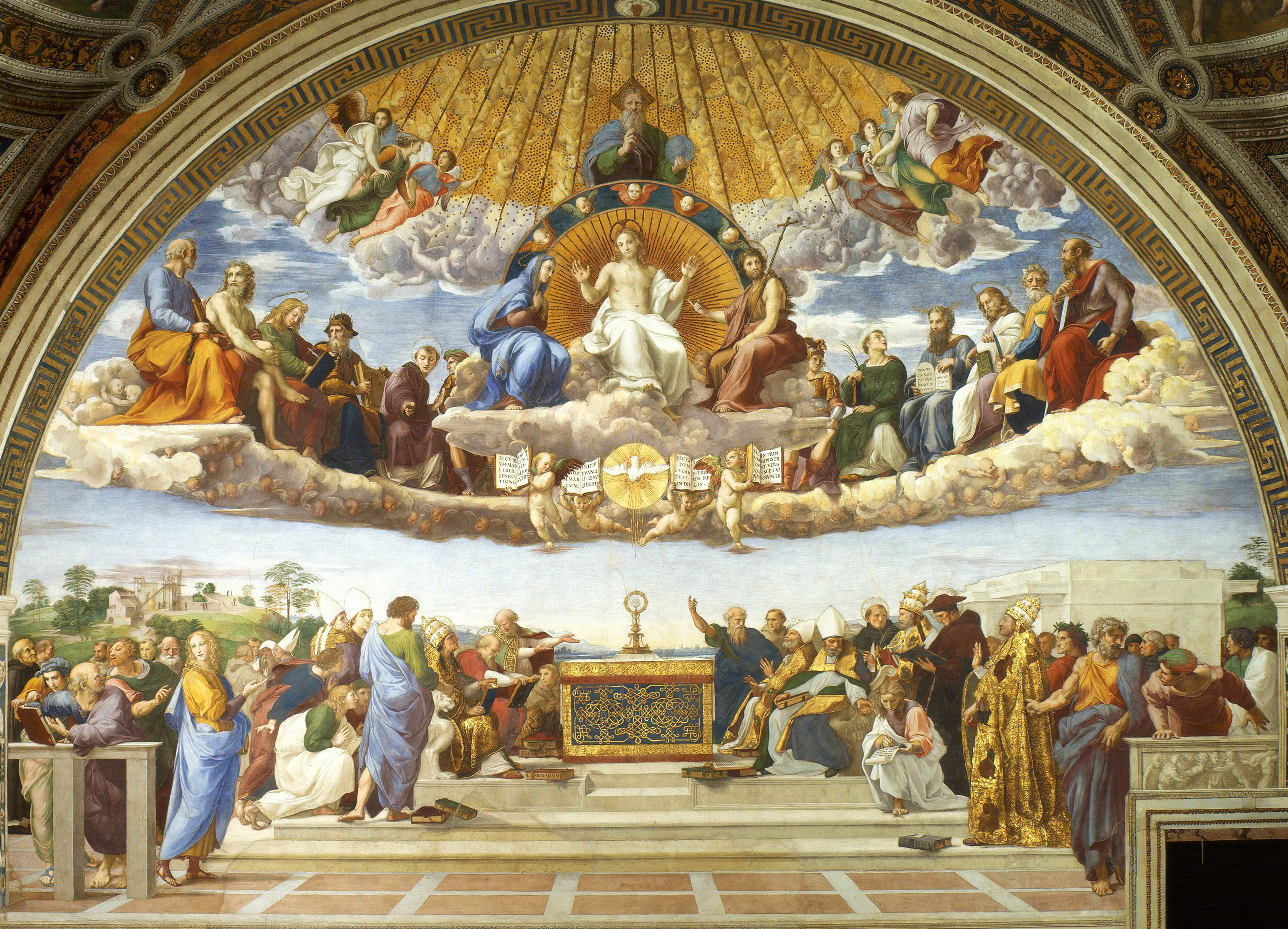
La disputa del Sacramento, uno de los frescos de la Sanza della Signatura, de Rafael, 1509.
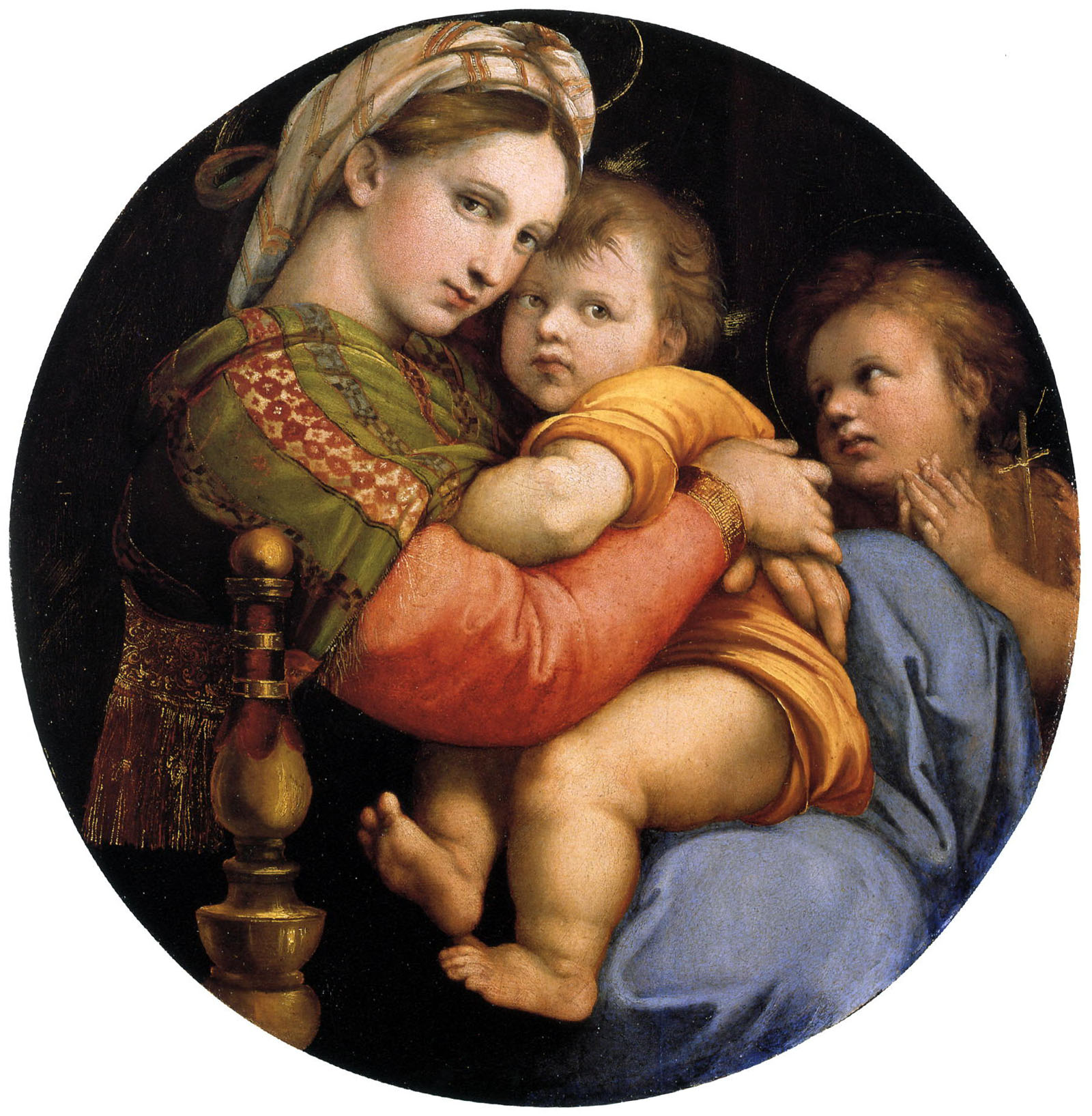
Virgen de la silla, de Rafael, 1513-1514.
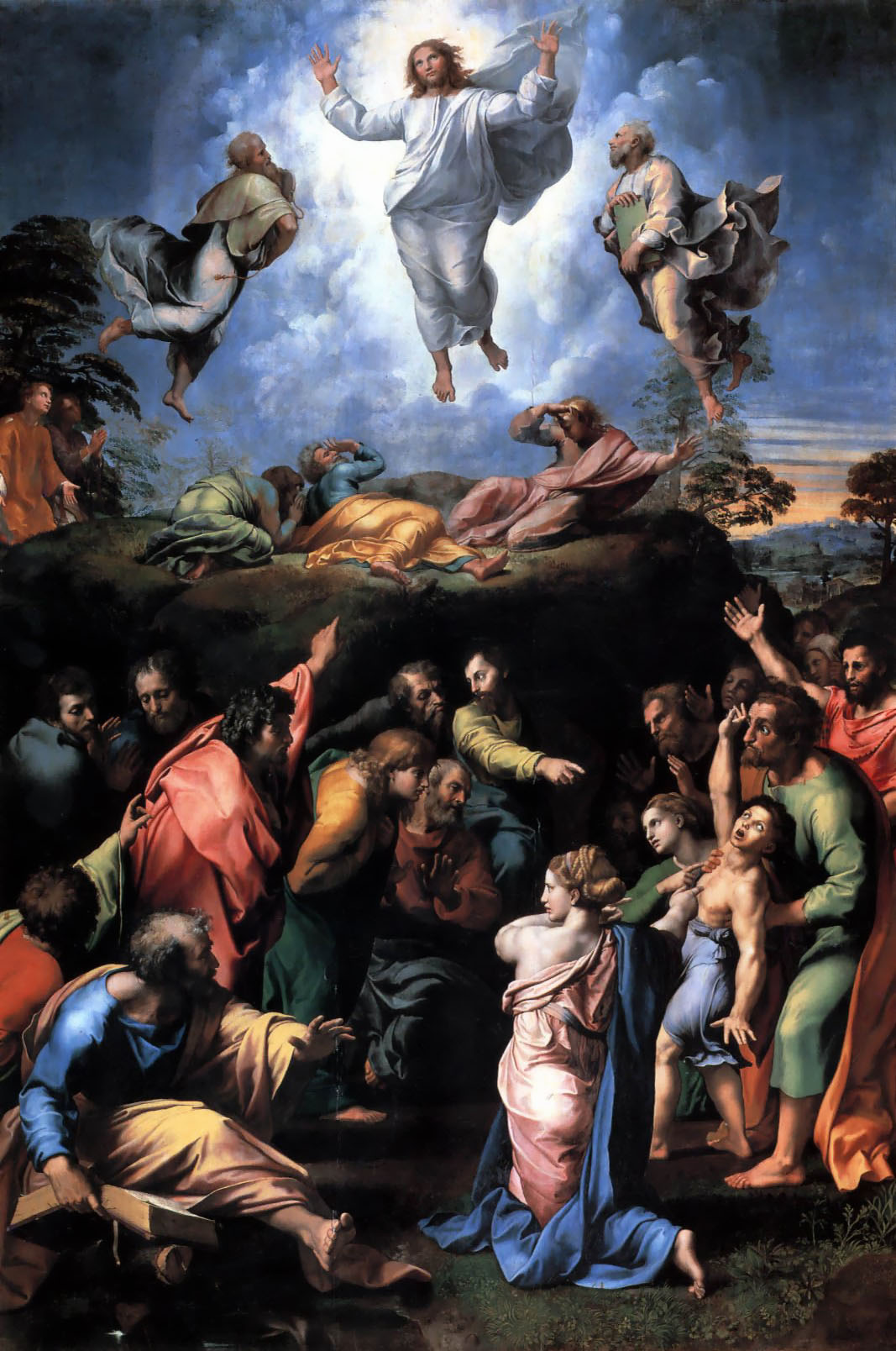
La Transfiguración, de Rafael, 1518-1520.
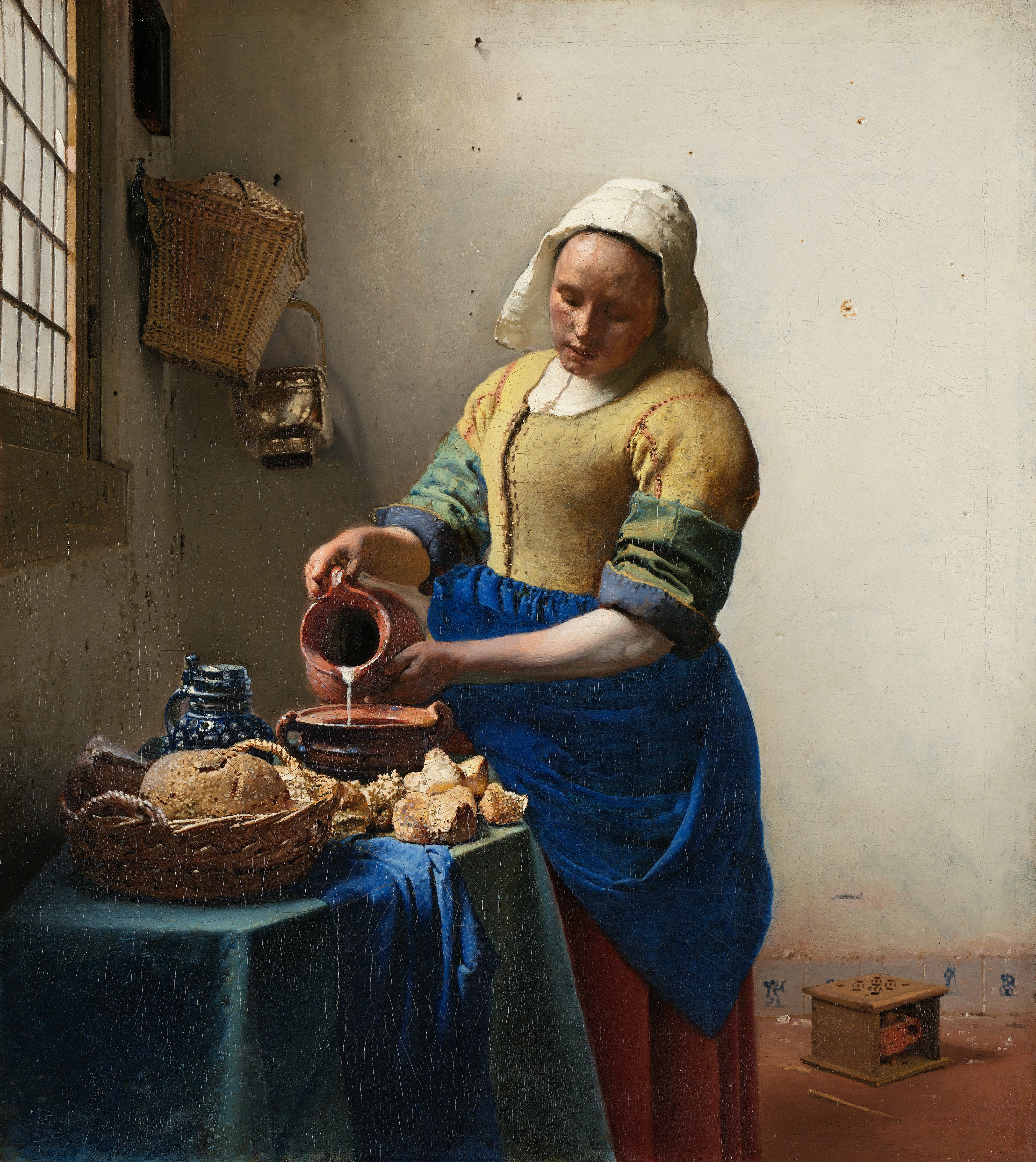
La lechera, de Vermeer, 1658-1660.